# Мілош Веселий
Мілош Веселий (чеськ. Miloš Veselý, 6 травня 1972, Ліберець) — чеський бобслеїст, розганяючий, виступав за збірну Чехії з 1997 до 2010 року. Двічі брав участь у зимових Олімпійських іграх в 2006 та 2010 роках. У Ванкувері його четвірка під пілотуванням Яна Врби фінішувала шістнадцятою.